# Weißlicher Wegerich

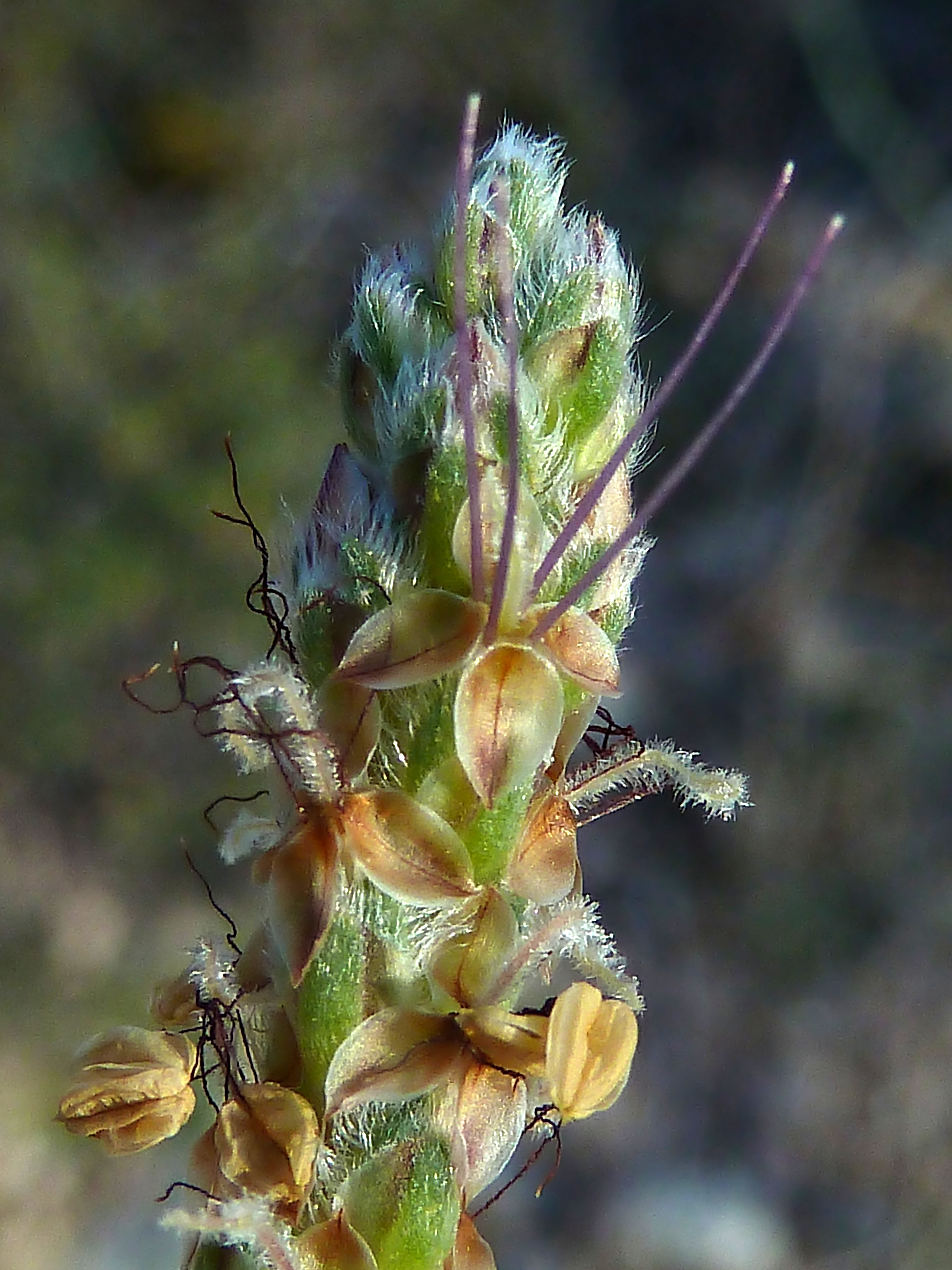
Blütenstand

Der Weißliche Wegerich (Plantago albicans L.) ist eine Pflanzenart aus der Gattung der Wegeriche (Plantago) innerhalb der Familie der Wegerichgewächse (Plantaginaceae).

## Beschreibung

### Vegetative Merkmale
Der Weißliche Wegerich ist eine ausdauernde, krautige Pflanze, die Wuchshöhen von 5 bis 30 Zentimetern erreicht.
Die grundständigen, rosettigen, spitzen Laubblätter sind weißlich, zottig behaart und verkehrt lineal-eilanzettlich, sie erreichen eine Länge von bis etwa 17 Zentimeter sowie eine Breite von bis zu 1 Zentimeter. Sie sind oft eingefaltet und die Ränder sind ganz.

### Generative Merkmale
Es werden dichte, endständige Ähren an einem aufrechten, weißlich behaarten Blütenstandsschaft gebildet. Die sitzenden, zwittrigen und vierzähligen Blüten mit doppelter Blütenhülle sind grün-bräunlich. Die Kelchblätter sind im oberen Teil behaart, die bräunliche, röhrige Krone mit ausladenden, eiförmigen, zugespitzten Zipfeln ist fast kahl. Die langen, purpurnen Staubblätter mit großen Antheren sind vorstehend. Der Fruchtknoten ist oberständig mit vorstehendem, violett-weißem und behaartem Griffel. Die Blütezeit reicht von Februar bis Mai. 
Es werden kleine und ein- bis zweisamige Kapselfrüchte gebildet.

## Vorkommen
Die Pflanze findet sich auf der Iberischen Halbinsel, in Nordafrika, dem Horn von Afrika sowie dem nahen und mittleren Osten.
Ihr östlichstes Verbreitungsgebiet liegt im Iran.

## Einzelnachweis
1. 1 2 3  Plantago albicans L., Plants of the World Online, Kew Science. Abgerufen am 7. Januar 2022 (englisch).